# Ann-Katrin Berger
Ann-Katrin „Anne“ Berger (* 9. Oktober 1990 in Göppingen) ist eine deutsche Fußballspielerin. Die Torhüterin spielt seit 2024 beim Gotham FC. Seit 2020 ist sie außerdem deutsche A-Nationalspielerin und seit 2024 deren Stammtorhüterin.

## Karriere

### Vereine
Im Alter von vier Jahren begann Ann-Katrin Berger bei der KSG Eislingen mit dem Fußballspielen. Als C-Jugendliche wechselte sie zum FV Vorwärts Faurndau. Sie spielte lange Jahre als Stürmerin, Mittelfeldspielerin und Verteidigerin und wechselte erst mit 16 Jahren ins Tor, weil sie „lauffaul“ wurde und „nochmals gewachsen“ ist. Mit der ersten Mannschaft von Faurndau schaffte sie 2007 den Aufstieg in die Oberliga Baden-Württemberg. Ein Jahr später wechselte sie zum Zweitligisten VfL Sindelfingen.
Am Saisonende 2009/10 wurde Berger mit ihrer Mannschaft Vizemeister der Südstaffel. Im Sommer 2011 wechselte sie zum Bundesligisten 1. FFC Turbine Potsdam, für den sie am 21. August 2011 (1. Spieltag) debütierte und das Heimspiel gegen den Hamburger SV mit 4:0 gewann. Mit ihrem Verein gewann sie 2012 die deutsche Meisterschaft und 2014 den DFB-Hallenpokal.
2014 wechselte Berger in die französische Division 1 Féminine zu Paris Saint-Germain. Mit der Mannschaft wurde sie zweimal Vizemeister hinter dem Dauer-Titelträger Olympique Lyon. Im Juli 2016 verließ sie Paris und wechselte zu Birmingham City LFC nach England, bei dem sie zur Stammtorhüterin avancierte und 2017 das mit 1:4 gegen Manchester City verlorene FA-Cup Finale erreichte.
Im Januar 2019 wechselte Berger zu den Chelsea Ladies. In den verbleibenden Saisonspielen kam sie dort lediglich zu einem Einsatz in der Liga und zu vier in der UEFA Women’s Champions League 2018/19, wo im Halbfinale Titelverteidiger Olympique Lyon um ein Tor besser abschnitt. Nachdem die Stammtorhüterin Hedvig Lindahl als Schwangerschaftsvertretung für die deutsche Nationalmannschaftstorhüterin Almuth Schult zum VfL Wolfsburg gewechselt war, wurde Berger Stammtorhüterin bei den Blues. Mit den Londonerinnen unterlag sie in der Saison 2020/21 im Champions-League-Finale den Spielerinnen des FC Barcelona mit 0:4. Mit Chelsea gewann sie 2022 die Meisterschaft und den FA Cup, schied aber in der UEFA Women’s Champions League 2021/22 bereits in der Gruppenphase aus. 2023 gewann sie mit Chelsea erneut das Double aus Meisterschaft und Pokal und hatte maßgeblichen Anteil daran, dass das Halbfinale der UEFA Women’s Champions League 2022/23 erreicht wurde, da sie im Viertelfinalspiel gegen Lyon im Elfmeterschießen zwei Elfmeter hielt und Lyon so ausschied.
Am 19. April 2024 wurde ihre Verpflichtung vom US-amerikanischen Erstligisten NJ/NY Gotham FC offiziell. Dort konnte sie sich direkt als Stammspielerin etablieren und war mit einer Abwehrquote von 83 % und einem Gegentorschnitt von 0,7 während ihrer ersten elf Partien eine der stärksten Torhüterinnen der Liga. Im September verlängerte sie ihren Vertrag bis 2026. Im November 2024 wurde Berger von ESPN in einer Liste der „Top 50 soccer players of 2024“ als beste Torhüterin weltweit auf Platz 25 geführt.

### Nationalmannschaft
Ann-Katrin Berger spielte einzig am 27. Mai 2009 – mit Einwechslung für Almuth Schult in der 46. Minute, beim Stand von 0:1 – für die U19-Nationalmannschaft, die mit 0:3 gegen die Auswahl Australiens verlor.

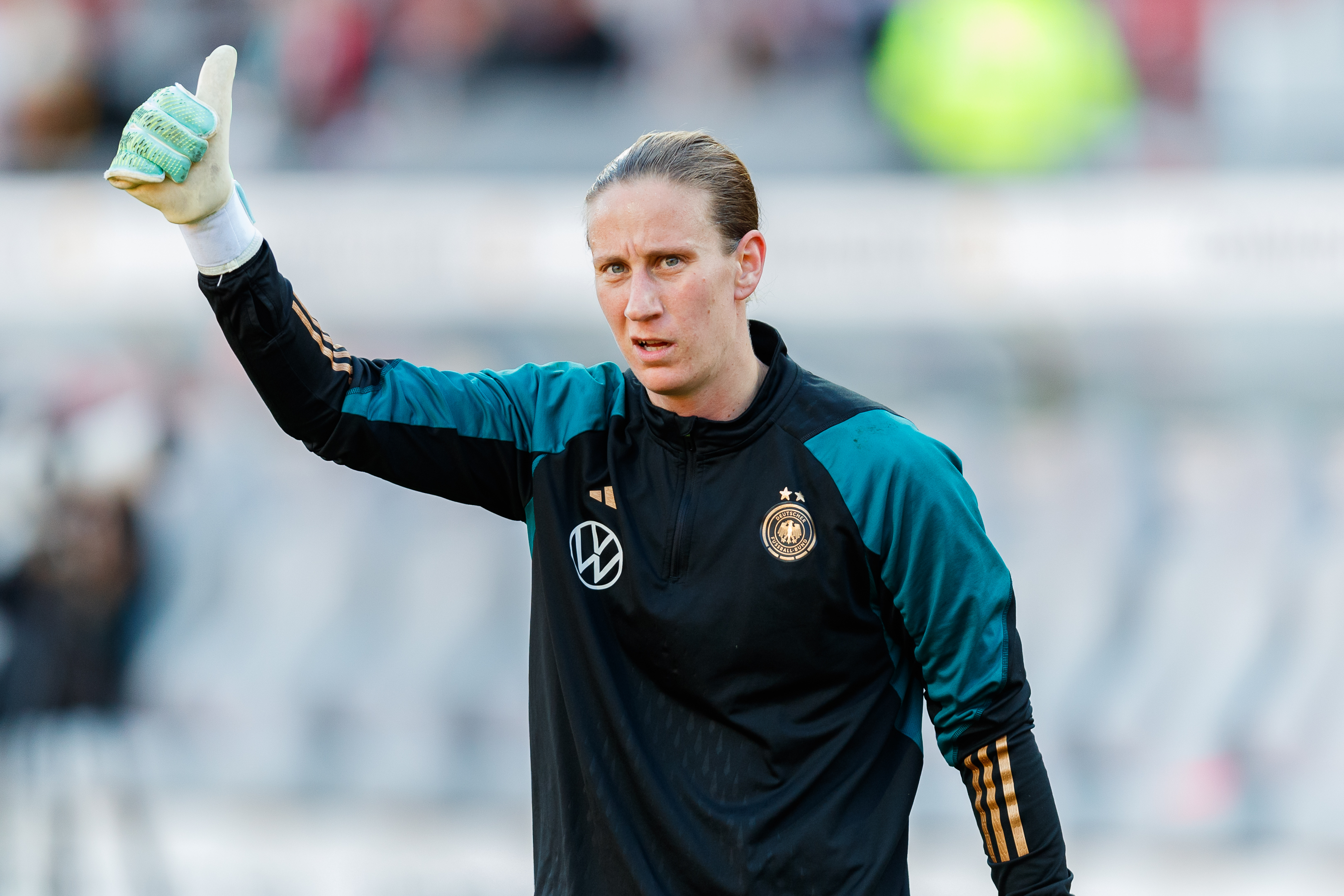
Ann-Katrin Berger (2023)

Im letzten EM-Qualifikationsspiel in der Gruppe I am 1. Dezember 2020 gegen die irische Nationalmannschaft in Dublin gab sie unter der Bundestrainerin Martina Voss-Tecklenburg ihr Debüt in der A-Nationalmannschaft, die mit 3:1 gewann. Dabei war sie die viertälteste Debütantin – von den drei Älteren wurden zwei im ersten Spiel der Nationalmannschaft und die andere Spielerin 1984 eingesetzt. Ihrer vorgesehenen Berücksichtigung, am 27. Oktober 2020 im letztlich abgesagten Freundschaftsspiel gegen die englische Nationalmannschaft anzutreten, musste sie aufgrund einer Handverletzung eine Absage erteilen.
Auch für die EM 2022 in England wurde Berger von Voss-Tecklenburg nominiert. Das deutsche Team erreichte das Finale, scheiterte aber an England und wurde Vizeeuropameister. Sie kam im Turnier nicht zum Einsatz.
Im Juli 2023 wurde sie in den endgültigen Kader für die Weltmeisterschaft in Australien und Neuseeland berufen, blieb jedoch ohne Einsatz und schied mit Deutschland in der Vorrunde aus.
Im Juli 2024 berief der neue interimistische Bundestrainer Horst Hrubesch Berger in den Kader für die Olympischen Sommerspiele 2024 in Paris. Für das Turnier wurde sie von ihm zur neuen Nummer eins befördert. Im Viertelfinale gegen Kanada parierte Berger im entscheidenden Elfmeterschießen gegen Ashley Lawrence und gegen Adriana Leon. Unmittelbar danach schoss sie den letzten gegen Kailen Sheridan selbst und sicherte so Deutschlands Einzug ins Halbfinale. Im Spiel um Platz 3 gegen Spanien hielt sie in der neunten Minute der Nachspielzeit den Strafstoß und verhalf so Deutschland zum Gewinn der Bronzemedaille.
Für die Europameisterschaft der Frauen 2025 stand Berger im Kader von Bundestrainer Christian Wück. Im Viertelfinale gegen Frankreich verwandelte sie im Elfmeterschießen selbst den fünften Strafstoß und sicherte mit einer Parade beim ersten und siebten gegnerischen Elfmeter den Einzug in das in der Verlängerung verlorene Halbfinale gegen Weltmeister Spanien. Für ihre Leistung gegen Frankreich wurde Berger zur Spielerin des Spiels gewählt; Die Welt bezeichnete sie als die „Heldin eines epischen Abends“.

## Persönliches
Im November 2017 wurde bei Berger Schilddrüsenkrebs diagnostiziert. Bereits im Januar 2018 kehrte sie nach erfolgreicher Operation und Radiojodtherapie ins Training zurück. Im August 2022 gab sie bekannt, erneut daran erkrankt zu sein; nur einen Monat später gab Berger ihr Comeback gegen Manchester City.
Berger ist Botschafterin einer rein weiblichen Fußballakademie, die vom ehemaligen Arsenal-Jugendspieler Judan Ali geleitet wird.
Berger ist mit ihrer Mitspielerin Jessica Carter liiert; im Mai 2024 gaben sie ihre Verlobung bekannt.

## Erfolge

### Vereine
Turbine Potsdam
- Deutsche Meisterin 2012
- DFB-Hallenpokal-Sieger 2014

Birmingham City
- FA Women’s Cup: Finale 2017

Chelsea LFC
- FA Women’s Community Shield: 2020
- Englische Meisterin: 2020, 2021, 2022, 2023
- FA WSL Continental Tyres Cup: 2020, 2021
- FA Women’s Cup: 2021, 2022, 2023
- Halbfinalist Champions League 2019
- UEFA Women’s Champions League: Finale 2021

Gotham FC
- CONCACAF W Champions Cup: 2024–2025

 Nationalmannschaft 
- Vizeeuropameisterin 2022 (ohne Einsatz)
- UEFA Women's Nations League 2023/24: Dritter Platz
- Olympische Bronzemedaille 2024

## Auszeichnungen
- FA WSL PFA Team of the Year: 2017–18,[27] 2019–20,[28] 2020–21,[29] 2021–22[30]
- FIFA-Welttorhüterin des Jahres: Platz 3 2021[31] und 2022[32]
- FA Women’s Super League: Goldener Handschuh 2021
- Die 100 besten weiblichen Fußballerinnen der Welt (The Guardian): 67 (2020),[33] 49 (2021),[34] 32 (2024)[35]
- Deutschlands Fußballerin des Jahres: 2024[36] und 2025 (zusammen mit Giulia Gwinn)[37]
- Silbernes Lorbeerblatt: 2024[38]
- NWSL Team des Monats: Mai[39]
- Wahl ins NWSL Best XI First Team: 2024[40]
- NWSL Torhüterin des Jahres: 2024[41]